# Смерч (фильм, 1989)
«Смерч» — кинокомедия 1989 года, снятая режиссёром Майклом Алмерейдой по роману Мэри Робисон.

## Сюжет
Семья чудаков-фермеров из Канзаса захвачены на ферме надвигающимся ураганом. Глава семейства — вышедший на пенсию магнат газировки с сиропом. Он встречается с детской телепроповедницей. Также на ферме живёт его бездельница-дочь, его не по годам развитая восьмилетняя дочь, будущий художник-сын, подружка сына и темнокожая служанка. Также в эту компанию затесался бывший муж старшей дочери, бездельник, который хочет наладить отношения с бывшей женой.

## Награды и премии
Фильм был номинирован на приз премии "Independent Spirit Award" в 1990 году, в категории "лучший дебютный фильм". 

## В ролях
| Актёр             | Роль                |
| ----------------- | ------------------- |
| Гарри Стэнтон     | Кливленд            |
| Сьюзи Эмис        | Морин Кливленд      |
| Криспин Гловер    | Хауди               |
| Дилан Макдермотт  | Крис                |
| Дженни Райт       | Стефани             |
| Линдсей Кристман  | Виолетта            |
| Шарлейн Вудард    | Лола                |
| Лоис Чайлз        | Вирджиния           |
| Дэвид Браун       | Боб                 |
| Уильям С. Берроуз | неизвестный человек |
| Тим Роббинс       | Джефф               |